# Thonne-la-Long
 Thonne-la-Long  là một xã thuộctỉnh Meuse trong vùng Grand Est đông bắc nước Pháp. Xã này nằm ở khu vực có độ cao trung bình 211 mét trên mực nước biển. Dân số theo điều tra năm 1999 của INSEE là 181 người.